# Geoffrey Castillion
Geoffrey Castillion (Amszterdam, Hollandia, 1991. május 25. –) holland labdarúgó, jobblábas csatár. Többszörös holland utánpótlás válogatott.

## Pályafutása

### Junior évek
Szurinámi származású. Tizennégy éves volt, amikor az amszterdami AFC Ajax felfigyelt rá és szerződtették az akadémiájukra.

### Hollandia
A korosztályos csapatok után a felnőtt keretbe is bekerült, 2011 márciusában mutatkozott be a holland élvonalban az Ajax színeiben. Még ezen a nyáron klubja – a több játéklehetőség érdekében – kölcsönadta a holland elsőosztályú RKC Waalwijknak, ahol alapemberré vált, 28 meccsen játszott és 5 gólt szerzett. Ezután a szintén élvonalbeli Heracles Almelóhoz, majd a NEC Nijmegen csapatához került. A holland élvonalban összesen 66 mérkőzést játszott, 10 gólt lőtt.

### USA
2014 nyarán lejárt a szerződése az Ajaxnál és augusztusban az Egyesült Államokba, a New England Revolution csapatához szerződött, de csak pár hónapot töltött kint. Nem tudott sokat játszani, mert az együttes nyerő szériában volt és az edző nem akart változtatni.

### Románia
A szezon végén úgy döntött, visszatér Európába és 2015 januárjában a román élvonalba, az FC Universitatea Cluj (Kolozsvár) gárdájához igazolt. Fél év alatt 11 bajnoki és 2 román kupamérkőzésen lépett pályára és 1 gólt szerzett. Ez az egy gól emlékezetes lett, ugyanis ezzel a találattal győzték le Rapid Bukarest csapatát. A klubnál azonban elég sok gond volt, a csapat kiesett, így nyáron eljött onnan.

### Magyarország

#### Debrecen
2015. július 1-jén jelentette be a Debreceni VSC hivatalosan, hogy 4 éves szerződést kötöttek a játékossal. Első nemzetközi edzőmeccsén a Nagybánya ellen mindjárt két góllal vétette észre magát. Nagyon jó mutatóval rendelkezik a nemzetközi kupasorozatban, 2 mérkőzésen lépett pályára és 2 gólt szerzett.
2015. július 26-án megszerezte első OTP Bank Liga gólját is, a 2. fordulóban, a Puskás Akadémia FC elleni hazai mérkőzésen.
2017. január 10-én a debreceni klub vezetősége felbontotta a szerződését.

#### Puskás Akadémia
2016. január 12-én hivatalosan bejelentették, hogy fél évre kölcsönben a Puskás Akadémia FC csapatában fog szerepelni.

### Víkingur Reykjavík
2017. március 4-én hivatalossá vált, hogy az izlandi Víkingur Reykjavík csapatánál folytatja pályafutását.

## Sikerei, díjai
- AFC Ajax:
  - Holland labdarúgó-bajnokság – bajnok: 2010–11
- Hollandia U17:
  - U17-es labdarúgó-Európa-bajnokság – elődöntős: 2008

## Statisztika

### Klub teljesítmény
Utolsó elszámolt mérkőzés: 2016. július 21.
| Klub                         | Szezon           | Bajnokság           | Bajnokság | Bajnokság | Nemzeti kupa | Nemzeti kupa | Bajnokok-ligája | Bajnokok-ligája | Európa-liga | Európa-liga | Összesen | Összesen |
| Klub                         | Szezon           | Divízió             | Mérk      | Gól       | Mérk         | Gól          | Mérk            | Gól             | Mérk        | Gól         | Mérk     | Gól      |
| ---------------------------- | ---------------- | ------------------- | --------- | --------- | ------------ | ------------ | --------------- | --------------- | ----------- | ----------- | -------- | -------- |
| AFC Ajax                     | 2010–11          | Eredivisie          | 1         | 0         | —            | —            | —               | —               | —           | —           | 1        | 0        |
| RKC Waalwijk (kölcsönben)    | 2011–12          | Eredivisie          | 28        | 5         | 4            | 1            | —               | —               | —           | —           | 32       | 6        |
| Heracles Almelo (kölcsönben) | 2012–13          | Eredivisie          | 30        | 3         | 3            | 1            | —               | —               | —           | —           | 33       | 4        |
| Ajax II                      | 2013–14          | Eerste Divisie      | 6         | 1         | —            | —            | —               | —               | —           | —           | 6        | 1        |
| NEC Nijmegen (kölcsönben)    | 2013–14          | Eredivisie          | 7         | 2         | 2            | 0            | —               | —               | —           | —           | 9        | 2        |
| New England Revolution       | 2014 ősz         | Major League Soccer | 1         | 0         | —            | —            | —               | —               | —           | —           | 1        | 0        |
| Universitatea Kolozsvár      | 2015 tavasz      | Liga I              | 11        | 1         | 2            | 0            | —               | —               | —           | —           | 13       | 1        |
| Debreceni VSC                | 2015 ősz         | OTP Bank Liga       | 15        | 2         | 3            | 1            | —               | —               | 4           | 3           | 4        | 6        |
| Puskás Akadémia FC           | 2016 tavasz      | OTP Bank Liga       | 8         | 0         | —            | —            | —               | —               | —           | —           | 8        | 0        |
| Debreceni VSC                | 2016–17          | OTP Bank Liga       | —         | —         | —            | —            | —               | —               | 4           | 0           | 4        | 0        |
| Karrier összesen             | Karrier összesen | Karrier összesen    | 107       | 14        | 14           | 3            | 0               | 0               | 8           | 3           | 129      | 20       |